# 9362 Miyajima
A 9362 Miyajima (ideiglenes jelöléssel 1992 FE1) a Naprendszer kisbolygóövében található aszteroida. Endate K. és Vatanabe Kazuró fedezte fel 1992. március 23-án.